# Knödel
I Knödel, o Kloß, sono dei grossi gnocchi tipici delle cucine dell'Europa centrale e orientale.

## Diffusione
Nella cucina tedesca questi grossi gnocchi sono molto diffusi con un numero di varianti e nomi differenti. 
Anche nella cucina ebraica è presente una variante prodotta con farina di pane azzimo e mangiata durante Pesach denominata Kneidel (o Matzo Balls/Matzah Balls in inglese). 
Nella cucina italiana sono diffusi nella versione fatta di pane (canéderli o Semmelknödel) al nord-est, nelle aree alpine d'influenza austriaco-tirolese, ladina, nelle cucine regionali dell'Alto Adige, del Trentino, dell'Alto Bellunese, del Friuli, della Venezia-Giulia e dell'alta Valtellina. In particolare, la parola "canederli" deriva dal termine Knödel, in quanto si riferisce alle ricette maggiormente antiche delle zone in cui era diffuso tale piatto, come ad esempio nell'area del Tirolo. In friulano i canederli sono chiamati chineglis o chineghi (Kneidl in dialetto timavese); a Trieste ed in Istria vengono chiamati gnochi de pan (gnocchi di pane) e nelle valli ladine prendono il nome di bales,  balotes o chenedi.

## Varietà

### Knödel salati
- Canederli: Knödel di pane;

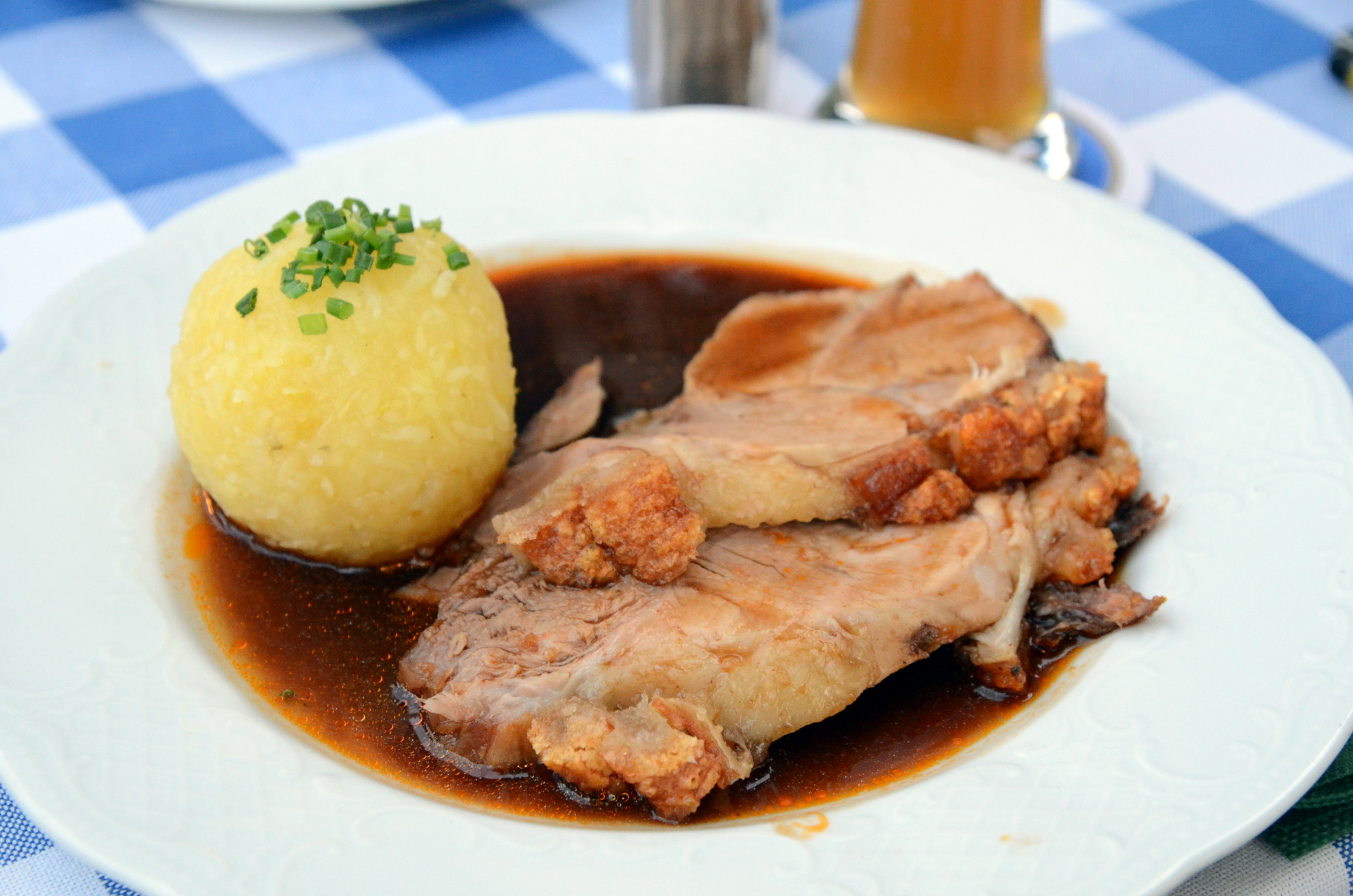
Un Kartoffelknödel affiancato a arrosto di maiale.

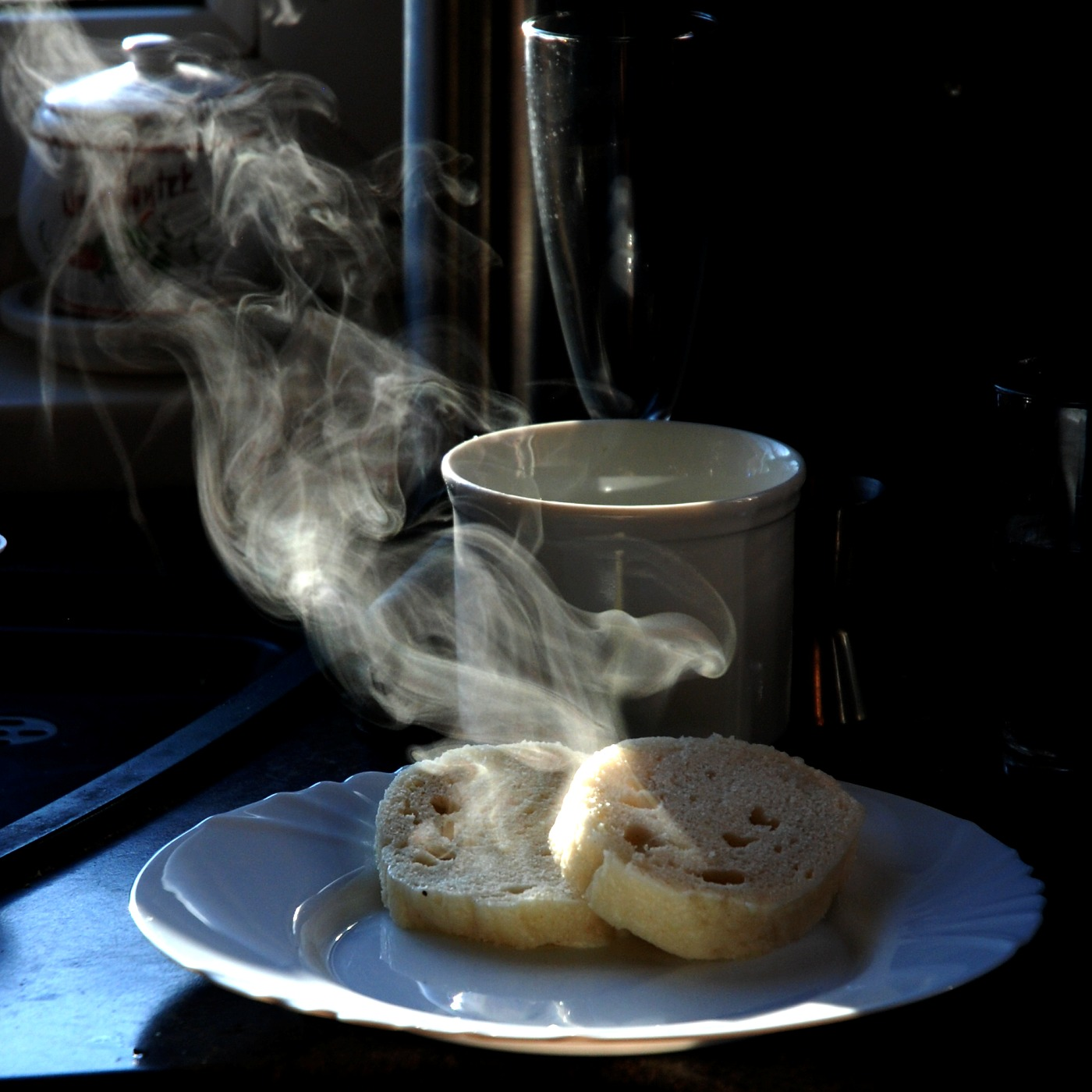
Due fette di knedlík calde

- Cepelinai: Knödel di patate lituani;
- Kartoffelknödel: Knödel di patate tedeschi;
- Knedľa o knedlík: Knödel di impasto lievitato slovacco e ceco
- Leberknödel: Knödel di fegato di manzo;
- Matzeknödel: Knödel di matzah.

### Knödel dolci

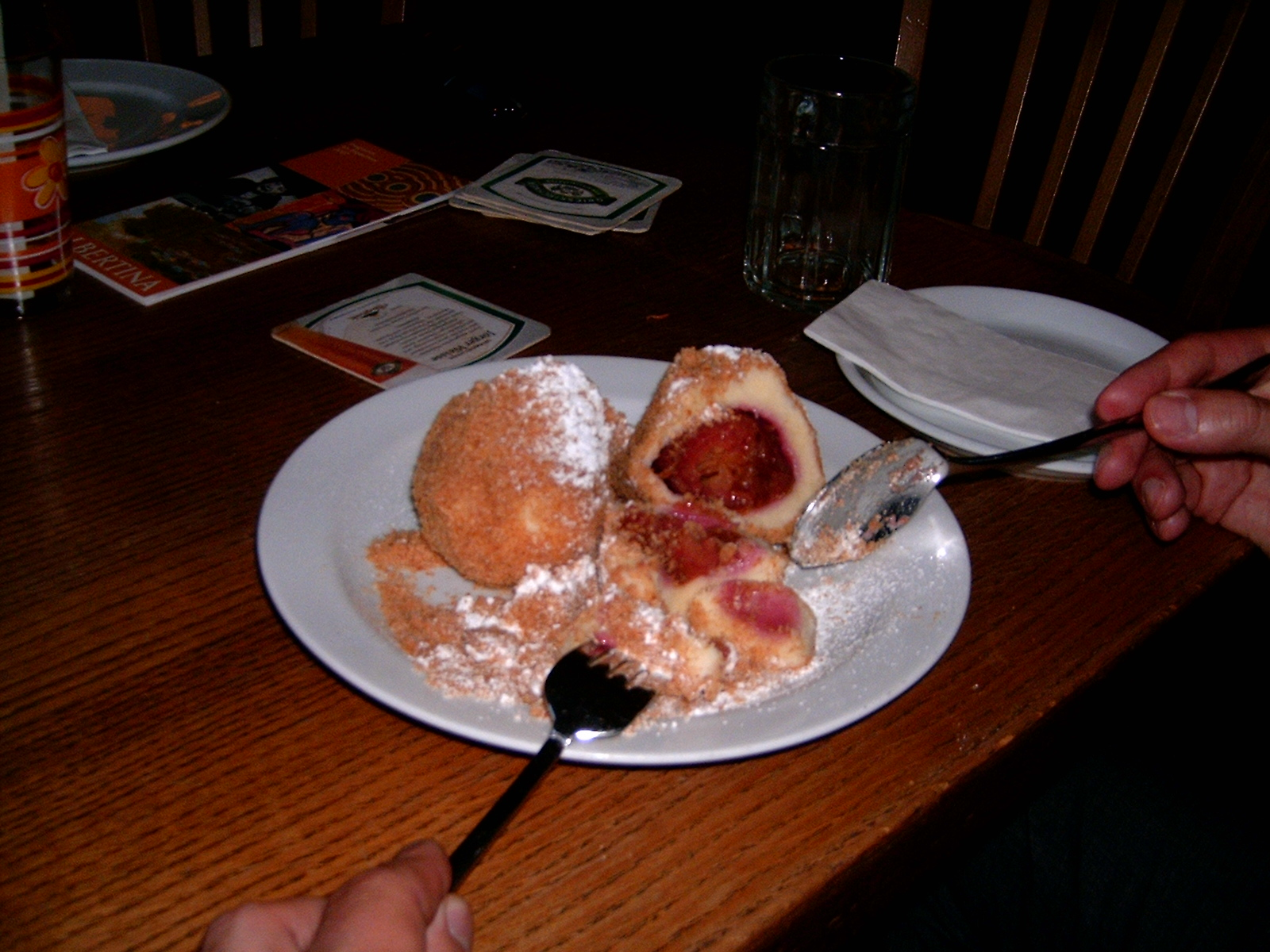
Un esempio di Knödel dolce, il Marillenknödel.

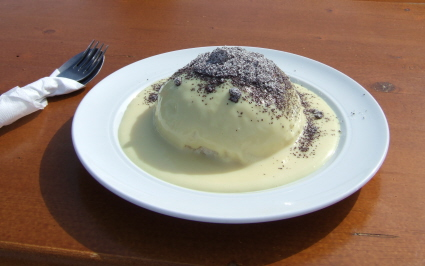
Un esempio di Knödel dolce, il Germknödel.

Tra le varietà dolci di Knödel, una è quella dei Marillenknödel (Knödel d'albicocche) o gli Zwetschgenknödel (pron. zvecc-ghen-cnedl - [ˈtsvɛtʃːɡənːknœːdəl]) (canederli di prugne, da Zwetschge, termine del locale dialetto tedesco per prugna): si prepara lo stesso impasto di patate e farina che si usa per fare gli gnocchi e lo si stende, formando una sfoglia dello spessore di circa un centimetro. Le albicocche (o le prugne) vengono private del nocciolo e nella cavità rimasta si aggiunge un po' di zucchero (tipicamente, mezzo cubetto) e, talvolta, cannella e/o chiodi di garofano. A parte viene abbrustolito del pane grattugiato assieme a burro, zucchero e cannella, finché lo zucchero non caramella. Quindi i frutti, preparati come sopra, vengono avvolti nella sfoglia, formando degli sferoidi del diametro di 5 - 7 centimetri. Vengono lessati, e, a cottura ultimata, rotolati nel pan grattato precedentemente preparato. Questa preparazione, nella tradizione, non viene servita come dessert, ma come piatto unico.
Altra variante di Knödel dolce è lo Germknödel, un dolce a forma di palla, ricoperto da una gustosa salsa, solitamente alla vaniglia.